# العلاقات الباكستانية الدومينيكية
العلاقات الباكستانية الدومينيكية هي العلاقات الثنائية التي تجمع بين باكستان ودومينيكا.

## مقارنة بين البلدين
هذه مقارنة عامة ومرجعية للدولتين:
| وجه المقارنة                                              | باكستان                     | دومينيكا              |
| --------------------------------------------------------- | --------------------------- | --------------------- |
| المساحة (كم2)                                             | 881.91 ألف                  | 751                   |
| عدد السكان (نسمة)                                         | 197.02 مليون                | 73.92 ألف             |
| الكثافة السكانية (ن./كم²)                                 | 223.4                       | 9.84 ألف              |
| العاصمة                                                   | إسلام آباد                  | روسو                  |
| اللغة الرسمية                                             | لغة إنجليزية، اللغة الأردية | لغة إنجليزية          |
| العملة                                                    | روبية باكستانية             | دولار شرق الكاريبي    |
| الناتج المحلي الإجمالي (بليون دولار)                      | 304.95 مليار                | 562.54 مليون          |
| الناتج المحلي الإجمالي (تعادل القوة الشرائية) بليون دولار | 946.67 مليار                | 789.63 مليون          |
| الناتج المحلي الإجمالي الاسمي للفرد دولار أمريكي          | 1.43 ألف                    | 7.12 ألف              |
| الناتج المحلي الإجمالي للفرد دولار أمريكي                 | 4.81 ألف                    | 10.88 ألف             |
| مؤشر التنمية البشرية                                      | 0.538                       | 0.724                 |
| رمز المكالمات الدولي                                      | +92                         | +1767                 |
| رمز الإنترنت                                              | .pk                         | .dm                   |
| المنطقة الزمنية                                           | ت ع م+05:00                 | 00، توقيت أطلنطي موحد |

## منظمات دولية مشتركة
يشترك البلدان في عضوية مجموعة من المنظمات الدولية، منها:
| علم المنظمة | اسم المنظمة                        | تاريخ انضمام باكستان | تاريخ انضمام دومينيكا |
| ----------- | ---------------------------------- | -------------------- | --------------------- |
|             | يونسكو                             | 14 سبتمبر 1949       | 9 يناير 1979          |
|             | وكالة ضمان الاستثمار متعدد الأطراف | 12 أبريل 1988        | 7 أكتوبر 1991         |
|             | الأمم المتحدة                      | 30 سبتمبر 1947       | 18 ديسمبر 1978        |
|             | دول الكومنولث                      | ?                    | ?                     |
|             | الاتحاد البريدي العالمي            | ?                    | ?                     |
|             | البنك الدولي للإنشاء والتعمير      | 11 يوليو 1950        | 29 سبتمبر 1980        |
|             | الاتحاد الدولي للاتصالات           | 26 أغسطس 1947        | 28 أكتوبر 1996        |
|             | منظمة حظر الأسلحة الكيميائية       | ?                    | ?                     |
|             | مؤسسة التمويل الدولية              | 20 يوليو 1956        | 29 سبتمبر 1980        |
|             | منظمة التجارة العالمية             | ?                    | ?                     |
|             | منظمة الشرطة الجنائية الدولية      | ?                    | ?                     |

## وصلات خارجية
- موقع وزارة الخارجية الباكستانية